# François Saint-Gilles
François Saint-Gilles (né le 3 janvier 1951 à Rouen) est un athlète français spécialiste du 100 et du 200 mètres.

## Palmarès
- 7 sélections en Équipe de France A
- Sélectionné pour les Championnats d'Europe de 1969 d'Athènes, il s'adjuge le titre continental du relais 4 × 100 mètres aux côtés de Alain Sarteur, Gérard Fenouil et Patrick Bourbeillon dans le temps de 38 s 8.

| Année | Compétition           | Lieu    | Place | Épreuve   |
| ----- | --------------------- | ------- | ----- | --------- |
| 1969  | Championnats d'Europe | Athènes | 1er   | 4 × 100 m |

## Records
- Il a détenu le record d'Europe junior du relais 4 × 100 mètres avec 39 s 9 en 1969

| Épreuve | Performance | Date |
| ------- | ----------- | ---- |
| 100 m   | 10 s 3      | 1973 |
| 200 m   | 21 s 0      | 1975 |